# 杜拉佐公爵卡洛
杜拉佐公爵卡洛（1323年—1348年1月23日），那不勒斯贵族，杜拉佐公爵喬凡尼和佩里戈尔的阿格妮丝的长子。

## 生平
他于1336年继承父亲为杜拉佐公爵和格拉维纳伯爵。因母亲的扶持，他在堂侄女乔万娜一世的朝廷有很高的政治影响力。
1343年4月21日，他在那不勒斯娶了阿尔巴女伯爵卡拉布里亚的玛丽亚。她是卡拉布里亞公爵卡洛的小女儿，乔万娜一世的妹妹，本打算许婚匈牙利国王拉约什一世或法兰西国王让二世，却被卡洛及其母劫持成婚，以让卡洛更接近那不勒斯王位。
乔万娜一世的王夫也是拉约什一世的弟弟卡拉布里亚公爵安德烈死于阴谋时，他小心置身事外，作为嫌疑人，他在两次受审后被宣布无罪，并带领一派人反对乔万娜和自己的堂兄塔兰托的路易吉。他联络匈牙利朝廷，寻求支持。他希望趁拉约什以为弟报仇为名入侵南意大利、乔万娜出逃为自己牟利，投靠了拉约什并尊其为新主，但却被拉约什视为谋害安德烈的同谋而逮捕并在阿韦尔萨斩首。葬于那不勒斯的大圣老楞佐教堂。
1350年，五名红衣主教代表教皇第四次调查安德烈谋杀案，认为卡洛的确有罪。

## 子女
卡洛和玛丽亚生有：
- 路易吉（1343年12月—1344年1月14日）
- 乔万娜（英语：Joanna, Duchess of Durazzo）（1344年—1387年），杜拉佐女公爵；[1]1366年初嫁博蒙伯爵纳瓦拉的路易（英语：Louis, Count of Beaumont）（1376年去世），再嫁欧伯爵阿图瓦的罗贝尔四世（英语：Robert IV of Artois, Count of Eu）（1387年）
- 阿格妮丝（英语：Agnes of Durazzo）（1345年—1383年2月10日，[3]那不勒斯），[1]1363年6月6日初嫁维罗纳领主斯卡拉的坎西尼奥里奥（英语：Cansignorio della Scala）（1375年去世），再嫁博的贾科莫（英语：James of Baux）（1383年去世）
- 克莱门蒂娅 （1346年—1363年）[1]，修女
- 玛格丽塔（英语：Margaret of Durazzo）（1347年7月28日—1412年8月6日），[1]1368年2月嫁给那不勒斯的卡洛三世

## 文学形象
大仲马《那不勒斯的乔万娜》将卡洛塑造为善于阴谋和背叛的人物，他策划杀害了安德烈，又杀了杀死安德烈的凶手，但自己也被匈牙利国王擒杀。